# Zbuntowana mama
Zbuntowana mama (ang. Mom’s Day Away) – amerykański dramat z 2014 roku w reżyserii Marka Jeana, wyprodukowany przez wytwórnię eOne Television.

## Opis fabuły
Film opisuje historię Laury Miller (Bonnie Somerville) – matki i żony na pełny etat, która zajmuje się domem, dwójką dorastających dzieci – Brandonem i Ellą oraz mężem Michaelem (James Tupper). Kobieta zrezygnowała z kariery architekta, aby poświęcić się rodzinie, jednak frustracja narasta. Dzieci zaczynają mieć własne sprawy, mąż realizuje się w pracy, a ona została zepchnięta do roli „złego policjanta”. Czara goryczy przelewa się w Dzień Matki, kiedy to cała rodzina zapomina o jej święcie. Razem ze swoją przyjaciółką Trish Laura postanawia mieć weekend tylko dla siebie. Jej decyzja niespodziewanie burzy poukładane życie Michaela i dzieciaków.

## Obsada
- Bonnie Somerville jako Laura Miller
- James Tupper jako Michael Miller
- Ona Grauer jako Trish Danville
- Iain Belcher jako Brandon Miller
- Kaitlyn Bernard jako Ella Miller
- Kevin McNulty jako Don Holland
- Toby Levins jako Jason